# Johan Driesen
Pour les articles homonymes, voir Driesen.
Johan Driesen, né le 17 février 1973, est un joueur de football belge qui évolue au poste de milieu de terrain. Après avoir joué deux saisons en première division, il joue maintenant dans les séries provinciales.

## Carrière
Johan Driesen commence sa carrière au KSC Hasselt, alors en Division 3. Il joue son premier match le 8 septembre 1990 face au KVK Tirlemont. Remplaçant durant les premiers mois, il obtient une place de titulaire à partir du mois de janvier 1991. Il passe quatre saisons au club puis il est transféré par Saint-Trond, un club de première division, durant l'été 1994.
Johan Driesen fait ses débuts parmi l'élite à l'occasion d'un déplacement au KFC Lommelse SK. Il monte au jeu à sept minutes de la fin du match et inscrit le but de la victoire pour son équipe. Il joue au total sept matches avec Saint-Trond, dont les trois derniers de la saison comme titulaire. Il entame la saison suivante mais ne joue qu'une mi-temps lors de la première rencontre de la saison à Anderlecht. Renvoyé sur le banc des remplaçants, il est prêté au KTH Diest, à la peine en Division 2. Il finit la saison dans le club brabançon puis revient à son club d'origine. Il dispute toute la saison 1996-1997 avec les « Canaris » puis quitte le club pour rejoindre le KSK Tongres en troisième division.
Johan Driesen dispute l'entièreté de la saison comme titulaire dans l'équipe, qui dispute le tour final pour la montée en Division 2 mais est éliminée dès le premier tour par le RCS Visé. Il part ensuite rejoindre le Heusden SK, également en troisième division. Il dispute à nouveau le tour final pour la montée mais comme avec Tongres, il est éliminé au premier tour, cette fois par l'Eendracht Hekelgem. Il retourne alors au KSK Tongres, de nouveau pour une saison. En juillet 2000, il signe un contrat au KTH Diest, toujours en Division 3. Après une saison difficile, il aide le club à assurer son maintien via les barrages puis s'en va rejoindre le Maaseik FC, tout juste promu en Promotion. En fin de saison, le club est relégué vers les séries provinciales et Johan Driesen l'accompagne. Depuis, il n'a plus joué dans les séries nationales belges.

## Statistiques
| Saison                | Club                  | Championnat           | Championnat | Championnat | Coupe(s) nationale(s) | Coupe(s) nationale(s) | Total | Total |
| Saison                | Club                  | Division              | M.          | B.          | M.                    | B.                    | M.    | B.    |
| 1990-1991             | KSC Hasselt           | Division 3            | 20          | 2           | 0                     | 0                     | 20    | 2     |
| 1991-1992             | KSC Hasselt           | Division 3            | 25          | 3           | 1                     | 0                     | 26    | 3     |
| 1992-1993             | KSC Hasselt           | Division 3            | 28          | 10          | 2                     | 0                     | 30    | 10    |
| 1993-1994             | KSC Hasselt           | Division 3            | 27          | 4           | 3                     | 0                     | 30    | 4     |
| 1994-1995             | K Saint-Trond VV      | Division 1            | 7           | 2           | 0                     | 0                     | 7     | 2     |
| 1995-1996             | K Saint-Trond VV      | Division 1            | 1           | 0           | 0                     | 0                     | 1     | 0     |
| 1995-1996             | KTH Diest (prêt)      | Division 2            | 18          | 3           | 0                     | 0                     | 18    | 3     |
| 1996-1997             | K Saint-Trond VV      | Division 1            | 27          | 0           | 0                     | 0                     | 27    | 0     |
| 1997-1998             | KSK Tongres           | Division 3            | 28          | 4           | 2                     | 0                     | 30    | 4     |
| 1998-1999             | Heusden SK            | Division 3            | 20          | 2           | 0                     | 0                     | 20    | 2     |
| 1999-2000             | KSK Tongres           | Division 3            | 18          | 0           | 3                     | 0                     | 21    | 0     |
| 2000-2001             | KTH Diest             | Division 3            | 29          | 2           | 0                     | 0                     | 29    | 2     |
| 2001-2002             | Maaseik FC            | Promotion             | 25          | 6           | 0                     | 0                     | 25    | 6     |
| Total sur la carrière | Total sur la carrière | Total sur la carrière | 273         | 38          | 11                    | 0                     | 284   | 38    |